# Eleccions generals de Tanzània de 2000
El 29 d'octubre de 2000 es van celebrar eleccions generals a Tanzània, i setze districtes electorals de Zanzíbar van tornar a votar el 5 de novembre degut a problemes de distribució del material electoral. Les segones eleccions generals des del restabliment de la democràcia multipartidista en 1992, van ser guanyades pel partit governant Partit de la Revolució, que va obtenir 202 dels 231 escons de la circumscripció en l'Assemblea Nacional, i el candidat de la qual, Benjamin Mkapa, va guanyar les eleccions presidencials.
Després de les eleccions, es van concedir als partits 48 escons addicionals per a dones parlamentàries en funció de la proporció d'escons en l'Assemblea Nacional, mentre que cinc membres van ser triats per la Cambra de Representants de Zanzíbar, deu membres van ser proposats pel President i el Fiscal General va ser també membre d'ofici, amb el que el nombre total de parlamentaris va ascendir a 285.

## Resultats

### President
| Candidat                          | Partit                            | Vots       | %     |
| --------------------------------- | --------------------------------- | ---------- | ----- |
| Benjamin Mkapa                    | Partit de la Revolució            | 5,863,201  | 71.74 |
| Ibrahim Lipumba                   | Front Cívic Unit                  | 1,329,077  | 16.26 |
| Augustine Mrema                   | NCCR–Mageuzi                      | 637,115    | 7.80  |
| John Cheyo                        | Partit Democràtic Unit            | 342,891    | 4.20  |
| Vots nuls/en blanc                | Vots nuls/en blanc                | 345,314    | –     |
| Total                             | Total                             | 8,517,598  | 100   |
| Votants registrats (participació) | Votants registrats (participació) | 10,088,484 | 84.43 |
| Font: EISA                        |                                   |            |       |

### Assemblea nacional
| Partit                                      | Vots       | %     | Escons  | Escons | Escons | Escons |
| Partit                                      | Vots       | %     | Electes | Dones  | Total  |        |
| ------------------------------------------- | ---------- | ----- | ------- | ------ | ------ | ------ |
| Partit de la Revolució                      | 4,628,127  | 65.19 | 202     | 41     | 243    |        |
| Front Cívic Unit                            | 890,044    | 12.54 | 17      | 4      | 21     |        |
| Partit Laborista de Tanzània                | 652,504    | 9.19  | 4       | 1      | 5      |        |
| Partit Democràtic Unit                      | 315,303    | 4.44  | 3       | 1      | 4      |        |
| Partit per a la Democràcia i el Progrés     | 300,567    | 4.23  | 4       | 1      | 5      |        |
| NCCR–Mageuzi                                | 256,591    | 3.61  | 1       | 0      | 1      |        |
| Partit Democràtic del Poble Unit            | 14,789     | 0.21  | 0       | 0      | 0      |        |
| Partit Nacional Popular                     | 11,731     | 0.17  | 0       | 0      | 0      |        |
| Partit Progressista de Tanzània - Maendeleo | 10,206     | 0.14  | 0       | 0      | 0      |        |
| Aliança Democràtica de Tanzània             | 9,647      | 0.14  | 0       | 0      | 0      |        |
| Unió per a la Democràcia Multipartidista    | 7,550      | 0.11  | 0       | 0      | 0      |        |
| Lliga Nacional per a la Democràcia          | 2,507      | 0.04  | 0       | 0      | 0      |        |
| Aliança Democràtica de Tanzània             | 70         | 0     | 0       | 0      | 0      |        |
| Vots nuls/en blanc                          | 405,768    | –     | –       | –      | –      |        |
| Total                                       | 7,442,798  | 100   | 231     | 48     | 279    |        |
| Votants registrats (participació)           | 10,088,484 | 73.78 | –       | –      | –      |        |
| Font: EISA                                  |            |       |         |        |        |        |